# 俄羅斯入侵烏克蘭期間劫掠的藝術品

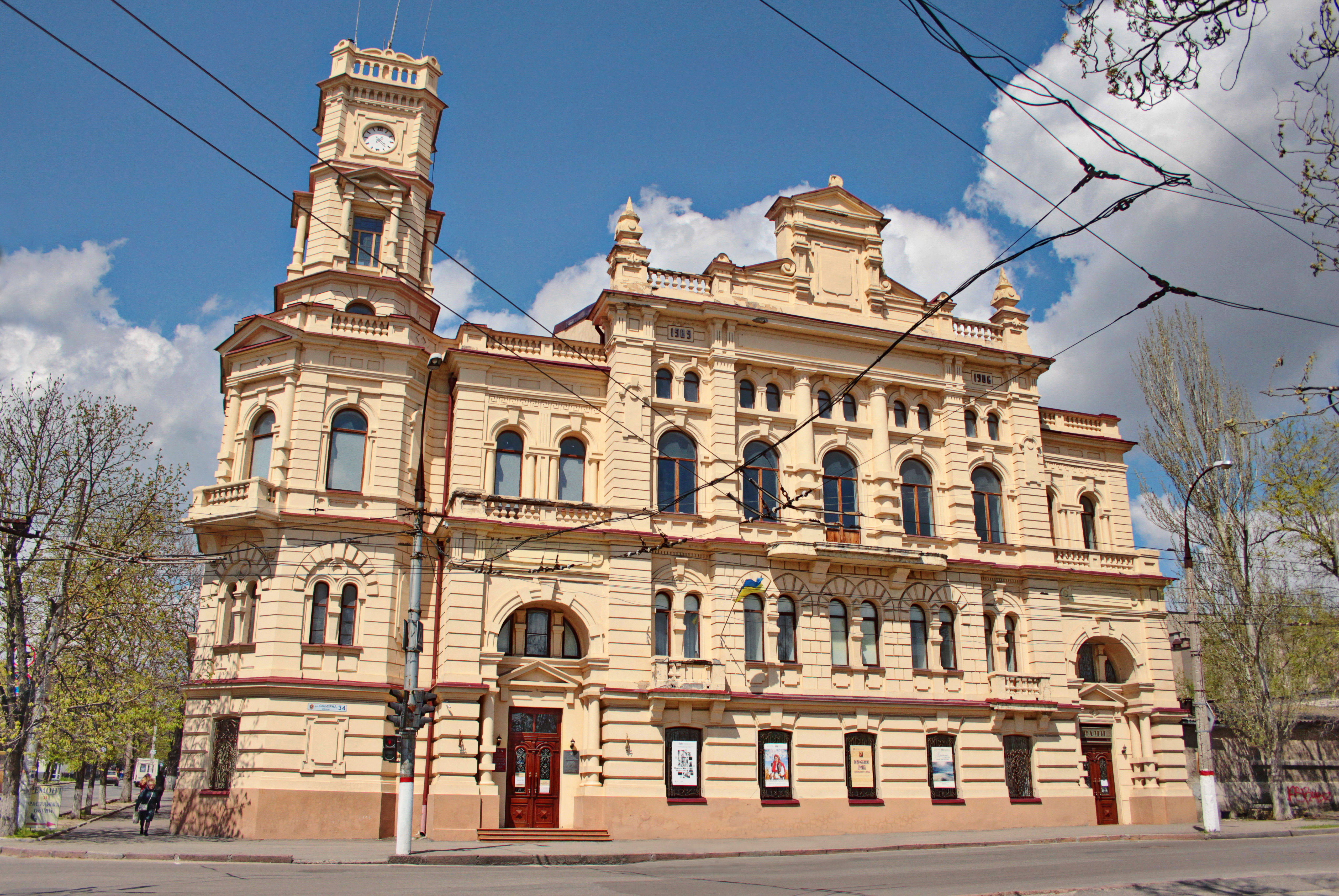
被俄军和艺术专家洗劫一空的赫尔松美术馆

俄軍及相關組織在入侵烏克蘭期间，於乌克兰系統性地洗劫了数以万计的艺术品、摧毁了数百处文化遗址和纪念碑。竊取物資涵蓋古代斯基泰黄金，到现代艺术品等。 俄罗斯艺术品专家甚至也参与洗劫、指挥士兵要偷走哪些文物。光是在马里乌波尔，俄军就在當地三个主要博物馆，偷走了2,000多件艺术品。 2022年5月，俄军在三个多月的围攻後占领了该地。
俄軍在解放赫爾松後逃离赫尔松地区的第聂伯河以北前不久，摧毁了200多处乌克兰文化遗址；该市博物馆的13,000件艺术品中，約10,000件館藏不翼而飛。 其他消息来源称，仅赫尔松一地，就有高达15,000件艺术品遭竊。 
俄軍在其佔領的梅利托波爾竊取了一頭可追溯到4世纪的斯基泰王国金头盔，其价值数百万美元。 俄軍士兵還试图迫使当地博物馆馆长，透露另一件斯基泰黄金文物的下落。該文物是她在俄军占领该城市前不久藏起来的。当館長拒绝合作时，俄軍用枪威胁、绑架了她；但在一連串審問後，最终允许館長离开其控制的领土。
這場洗劫被拿來與纳粹德国的掠夺相比、稱為「自二战纳粹掠夺欧洲以来最龐大的艺术品盗窃案」。